# 404. kemična brigada (ZDA)
404. kemična brigada (izvirno angleško 404th Chemical Brigade) je bila kemična brigada Kopenske vojske Združenih držav Amerike.

## Zgodovina
Brigada je bila ustanovljena leta 1990 kot prva kemična brigada, aktivirana v strukturi Kopenske nacionalne garde ZDA; deaktivirana je bila leta 1997. Ponovno je bila ustanovljena leta 2001. Leta 2009 je brigada pričela s preoblikovanjem v 404. manevrsko-razširitveno brigado.